# Мочидли-Пщулкі
Мочидли-Пщулкі (пол. Moczydły-Pszczółki) — село в Польщі, у гміні Перлеєво Сім'ятицького повіту Підляського воєводства.
Населення — 79 осіб (2011).
У 1975-1998 роках село належало до Ломжинського воєводства.

## Демографія
Демографічна структура станом на 31 березня 2011 року:
|          | Загалом | Допрацездатний вік | Працездатний вік | Постпрацездатний вік |
| -------- | ------- | ------------------ | ---------------- | -------------------- |
| Чоловіки | 35      | 10                 | 22               | 3                    |
| Жінки    | 44      | 12                 | 24               | 8                    |
| Разом    | 79      | 22                 | 46               | 11                   |